# Adolf Melchior
Adolf Melchior (Schaegen, 26 mei 1898 - Haarlem, 20 april 1962) was een Nederlandse arts, illustrator en auteur. Melchior was een invloedrijk inwoner van Haarlem, hij was een gerenommeerde arts, maar ook een fervent reiziger. Door zijn verslagen over zijn verre reizen groeide hij uit tot een bekend publicist, die ook lezingen gaf over zijn reizen. Hij informeerde niet enkel het algemene publiek naar het leven in andere landen, maar ook naar medische onderwerpen via het commercieel maandblad Spreekuur Thuis, waarvan hij mede-oprichter was, alsook hoofdredacteur.

## Levensloop
Adolf Melchior was de tweede zoon van arts Adolf Cornelius Melchior en Elisabeth Petronella Demmers. Hij werd huisarts in Heiloo. In 1926 trouwde Melchior met Margaretha Bertha Meihuizen, die een jaar later op 23-jarige leeftijd overleed. Melchior hertrouwde in 1931 met Maria Johanna Jacoba Ressing. Ze kregen samen vier kinderen, Adolf Melchior (1932), Frederik (1934), Maria (1937) en Willem (1939).
Hij studeerde aan de Universiteit van Amsterdam, waar hij in 1925 benoemd werd tot arts en in 1930 promoveerde na het proefschrift Onderhuidsche zuurstoftherapie. Na zijn opleiding begon hij aan zijn carrière als gynaecoloog aan het Diaconessenhuis te Haarlem waar hij van 1934 tot 1958 hoofd was van de gynaecologische afdeling.
Naar aanleiding van het 100-jarig bestaan van de Koninklijke Nederlandsche Maatschappij tot bevordering der Geneeskunst werd er een tentoonstelling georganiseerd van kunstwerken gemaakt door artsen. Wegens het grote succes richtte Melchior, samen met de Sittardse huisarts Winters, de Emmense arts Vermeulen en de Amsterdamse huisarts Philipszoon het gezelschap Pincet & Penseel op. Dit is een vereniging voor artsen die een vorm van kunst beoefenen. De vereniging telde in 2022 nog 72 leden.
Na zijn carrière als gynaecoloog en huisarts richtte hij mede een geneeskundig tijdschrift op, Spreekuur Thuis, naar het voorbeeld van het Engelstalige tijdschrift Family Doctor. Uiteindelijk werd hij er ook redacteur van. Het eerste exemplaar verscheen in 1958 in samenwerking met de Koninklijke Nederlandsche Maatschappij tot Bevordering der Geneeskunst. Via dit tijdschrift trachtte hij, samen met andere artsen, het algemene publiek te informeren naar medische onderwerpen.
Naast medische werken, publiceerde Melchior ook reisjournalen over zijn reizen naar onder andere Zuid-Amerika en Afrika en schreef hij kinderboeken. De meeste van zijn publicaties illustreerde hij zelf. Onder invloed van Anton Pieck ontwikkelde hij zijn tekenvaardigheden verder. Zijn eerste geïllustreerde boek in 1946 betrof een collectie van tekeningen van de Sint-Bavokerk te Haarlem en impressies uit het dagelijkse leven die hij had gemaakt tijdens de Tweede Wereldoorlog.
Voor kinderboeken werkte hij onder het pseudoniem Eduard het Schaap. In 1943 werd het kinderboek Ware en Onware verhalen uitgebracht. In 1946 volgde het tweede deel, naar aanleiding van het 700-jarig bestaan van de stad Haarlem.
Melchior overleed plotseling in 1962, kort na zijn publicatie van Het zoontje van de dokter. In dit autobiografisch en geïllustreerde boek vertelt hij over zijn jeugdherinneringen, zoals zijn lagere schooltijd en patiënten van zijn vader.

## Reizen
Na het einde Tweede Wereldoorlog ondernam Melchior verschillende reizen naar weinig bekende streken. Zijn eerste reis vond plaats in de jaren 1946 en 1947 aan boord van de Willem Barendsz, een walvisvaartexpeditie, waar hij functioneerde als scheepsarts. In dit verslag over zijn reis naar de Zuidpool beschreef hij onder andere de slechte hygiëne aan boord, alsook een conflict met de kapitein. Dit verslag werd uitgebracht in het Nederlands en in het Afrikaans.
In 1949 ondernam hij zijn volgende reis, een tocht langs de kust van Oost-Afrika met als bestemming Tanganyika. Hierin beschreef hij zowel zijn reis en de landschappen, als de lokale bevolking en hun gebruiken. Hij besteedde vooral aandacht aan de inheemse medische gebruiken en de ontwikkeling van ‘moderne’ geneeskunde. Wegens succes werden sommige van zijn werken vertaald. Zo werd Amazonas: hel en paradijs, over zijn reis doorheen het Amazonewoud, ook uitgebracht in het Duits en het Spaans. Een ander werk, Gekluisterd Kongo, werd vertaald naar het Spaans.
Hij publiceerde niet enkel zijn reisjournalen, maar hij gaf ook lezingen over zijn reizen. Delen van zijn reis legde hij zelf vast op film, de beelden vertoonde hij vervolgens ook tijdens zijn lezingen. De originele aantekeningen van zijn reizen met bijhorende tekeningen en aquarellen zijn momenteel te vinden bij het Internationaal Instituut voor Sociale Geschiedenis te Amsterdam. Eveneens het Noord-Hollands Archief heeft een collectie van Adolf Melchior en zijn dochter Maria, waarvan zelfs een deel videobestanden.

## Publicaties

### Onder pseudoniem Eduard het Schaap
- Ware en onware verhalen, 1943, J.H. Gottmer, Haarlem
- Ware en onware verhalen Deel II, 1946, J.H. Gottmer, Haarlem

### Als Adolf Melchior
- Onderhuische zuurstoftherapie, 1930, Universiteit van Amsterdam, Amsterdam
- De geschiedenis van Haarlem uit zijn 70 stegen, 1945, J.H. Gottmer, Haarlem
- De Haarlemsche Sint Bavo of Groote Kerk, 1946, J.H. Gottmer, Haarlem
- De eerste walvisvaart van de Willem Barendsz, 1947, J.H. Gottmer, Haarlem
- De blijde inkomst : Maarten Nieuwland's belevenissen bij de inhuldiging van Koningin Juliana te Amsterdam, 1949, De Sleutel, Haarlem/Antwerpen
- Schoonheid en Bijgeloof in Oost-Afrika, 1950, Spaarnestad, Haarlem
- 2000 jaar wonen, 1952, Spaarnestad, Haarlem
- Arabische geneeskunst, 1955, Stichting IVIO, Amsterdam
- Narcose en anaesthesie, 1955, Stichting IVIO, Amsterdam
- Amazonas: hel en paradijs, 1955, Spaarnestad, Haarlem
- Gekluisterd Kongo?, 1956, Spaarnestad, Haarlem
- Ierland is anders, 1958, Spaarnestad, Haarlem
- Het beste uit Spreekuur Thuis, 1961, Strengholt, Amsterdam
- We hebben een mammoet : de eerste mensen in het land van Dordogne, 1961, Spaarnestad, Haarlem
- Het zoontje van de dokter, 1962, Spaarnestad, Haarlem